# Guemappe British Cemetery
Le Guemappe British Cemetery est un cimetière de la Première Guerre mondiale situé à Guémappe dans le département français du Pas-de-Calais.

## Sépultures
| Pays        | Sépultures |
| ----------- | ---------- |
| Royaume-Uni | 169        |
| Total       | 169        |

## Pour approfondir